# Zhuchengceratops
Zhuchengceratops é um gênero de dinossauro da família Leptoceratopsidae do Cretáceo Superior da China. Há uma única espécie descrita para o gênero Zhuchengceratops inexpectus.